# Gazprombank
Gazprombank (tiếng Nga: Газпромбанк), hay GPB (CTCP), là một ngân hàng quốc doanh Nga, ngân hàng lớn thứ ba trong cả nước bằng tài sản.
Các lĩnh vực kinh doanh chính của ngân hàng là ngân hàng doanh nghiệp, ngân hàng bán lẻ, ngân hàng đầu tư và dịch vụ lưu ký. Hoạt động ngân hàng của nó cũng bao gồm giao dịch chứng khoán, hoạt động ngoại hối, hoạt động kim loại quý, hoạt động thanh toán bù trừ và dịch vụ thanh toán.
Ngân hàng có mạng lưới phân phối gồm 43 chi nhánh và hơn 260 cửa hàng ngân hàng trên khắp Liên bang Nga. GPB cũng có quyền sở hữu ở ba ngân hàng Nga khác. Ngoài ra, Gazprombank được đại diện tại các thị trường của Belarus và Thụy Sĩ thông qua quyền lợi sở hữu ở hai ngân hàng nước ngoài: Belgazprombank (Belarus) và Gazprombank (Thụy Sĩ) Ltd. Gazprombank cũng có văn phòng đại diện tại Mông Cổ, Trung Quốc và Ấn Độ.

## Lịch sử
Vào tháng 8 năm 2005, họ đã mua Gazprom Media, công ty truyền thông lớn nhất của Nga, bao gồm kênh NTV và báo Izvestia, từ công ty mẹ của ngân hàng Gazprom.
Ngân hàng đã được đề cử vào năm 2014 cho Giải thưởng trái phiếu thị trường mới nổi hàng năm, được tổ chức bởi EuroWeek. 
Vào tháng 7 năm 2014, Bộ Tài chính Hoa Kỳ đã áp dụng các biện pháp trừng phạt đối với Gazprombank OAO cấm người Hoa Kỳ cung cấp cho nó tài chính mới. Đáp lại, Gazprombank đã ký hợp đồng với cựu Thượng nghị sĩ Hoa Kỳ, ông Oliver Lott, vận động hành lang thay mặt cho các lệnh trừng phạt.